# Cristo crocifisso (Murillo Prado 1675)
Cristo crocifisso è un dipinto del pittore spagnolo Bartolomé Esteban Murillo realizzato circa nel 1675 e conservato nel Museo del Prado a Madrid in Spagna.

## Descrizione
Il dipinto ha per soggetto Cristo in croce che, vicino al ceppo a sinistra, è presente un teschio. In lontananza verso il basso a destra si intravedono, con pochissima luce, degli edifici. La luce è presente nel corpo di Cristo, leggermente in alto a sinistra e all'altezza vicino ai piedi fra le montagne o nuvole, mentre il resto dello sfondo è decisamente scuro.  